# معاملة المثليين في الأمريكتين
تختلف الأمريكتان كغيرهما من مناطق العالم الأخرى في قوانينها تجاه مجتمع المثليين والمثليات ومزدوجي التوجه الجنسي والمتحولين جنسياً تبعاً للبلد. أصبح زواج المثليين قانونيا في كندا (على الصعيد الوطني) منذ عام 2005، في الأرجنتين منذ عام 2010، في كل من البرازيل (على الصعيد الوطني) والأوروغواي منذ عام 2013، في الولايات المتحدة (على الصعيد الوطني) منذ عام 2015 وفي كولومبيا منذ عام 2016. في كوستاريكا، ستصبح قانونية بحلول عام 2020 على أبعد تقدير. في المكسيك، يتم عقد زواج المثليين دون أي قيود في مدينة مكسيكو وولايات كينتانا رو، كواويلا، شيواوا، ناياريت، خاليسكو، كامبيتشي، كوليما، ميتشواكان، موريلوس، تشياباس، بويبلا، باخا كاليفورنيا، نويفو ليون، وأواسكاليينتس وكذلك في بعض البلديات في غيريرو، واهاكا، كيريتارو وزاكاتيكاس. يتم الاعتراف بجميع حالات زواج المثليين على الصعيد الوطني.
ومن بين الدول غير المستقلة، يعتبر زواج المثليين قانونيا في جرينلاند، وإقليم ما وراء البحار البريطانية جزر فوكلاند، وجورجيا الجنوبية وجزر ساندويتش الجنوبية، وفي جميع مقاطعات وأقاليم ما وراء البحار الفرنسية: غوادلوب، مارتينيك، سان بارتيلمي، سانت مارتن، وسان بيار وميكلون، وفي الجزر الكاريبية الهولندية. وعلاوة على ذلك، تعترف أروبا وكوراساو وسينت مارتن بزواج المثليين الذي يتم عقده فقط في هولندا. يعيش أكثر من 700 مليون شخص في بلدان أو أقاليم دون وطنية في الأمريكتين حيث يتوفر زواج المثليين.
في يناير 2018، قضت محكمة الدول الأمريكية لحقوق الإنسان بأن الاتفاقية الأمريكية لحقوق الإنسان تعترف بزواج المثليين كحق من حقوق الإنسان. وقد جعل هذا تقنين مثل هذه الاتحادات إلزاميًا في البلدان التالية: بربادوس، بوليفيا، تشيلي، كوستاريكا، وجمهورية الدومينيكان، الإكوادور، السلفادور، غواتيمالا، هايتي، هندوراس، المكسيك، نيكاراغوا، بنما، باراغواي، بيرو وسورينام. تعتبر كل من الأرجنتين والبرازيل والأوروغواي وكولومبيا أيضا ضمن اختصاص المحكمة ولكن تم تقنين زواج المثليين قبل تسليم الحكم.
وعلاوة على ذلك، فإن بعض الدول الأخرى لديها قوانين تعترف بشكل آخر من اشكال الاعتراف القانوني بالعلاقات المثلية (الإكوادور، كوستاريكا وتشيلي)، فضلا عن تبني المثليين للأطفال والخدمة العسكرية من قبل الأشخاص من مجتمع المثليين.
ومع ذلك، لا تزال تسع دول أخرى تفرض عقوبة جنائية على المثلية الجنسية بسبب «جماع الدبر» في قوانينها الأساسية. هذه الدول التسعة هي جامايكا، دومينيكا، بربادوس، سانت لوسيا، أنتيغوا وبربودا، سانت فينسنت والغرينادين، غرينادا، سانت كيتس ونيفيس، وغيانا، والتي تعتبر أخر دولة في البر الرئيسي لأمريكا الجنوبية تجرم المثلية الجنسية. أما البقية، فإنهم جميعا اجزاء سابقة من جزر الهند الغربية البريطانية.

## الدين وقبول مجتمع المثليين
جلب المستعمرون البريطانيون، الفرنسيون، الإسبان والبرتغاليون، الذين استقروا في غالب الأمريكتين، المسيحية من أوروبا. على وجه الخصوص، تعارض كلا الكنيسة الكاثوليكية وكنيسة يسوع المسيح لقديسي الأيام الأخيرة، الاعتراف القانوني بالعلاقات المثلية تليها الكنيسة الأرثودوكسية الشرقية، وتتخذ كل من الكنيسة الميثودية، وبعض الطوائف البروستانتية (الرئيسية)، مثل الكنيسة الإصلاحية الأمريكية، والكنيسة المعمدانية الأمريكية، وكذلك المنظمات والكنائس الإنجيلية المحافظة، مثل التحالف الإنجيلي، والتحالف المعمداني الجنوبي. والكنائس الخمسينية مثل جمعيات الرب، وكذلك كنائس إعادة البناء، مثل شهود يهوه والمورمون، موقفا بأن النشاط الجنسي المثلي يعتبر خطيئة.
ومع ذلك، فقد أصبحت الطوائف الأخرى أكثر قبولا لمجتمع المثليين في العقود الأخيرة، بما في ذلك الكنيسة الأسقفية الأمريكية، والكنيسة الإنجيلية اللوثرية الأمريكية، والكنيسة الإنجيلية اللوثرية الكندية، والكنيسة الأنغليكانية الكندية، والكنيسة الموحدة الكندية، كنيسة المسيح المتحدة، ورابطة الكونيين الموحدين، وجمعية الأصدقاء (الكويكرز)، وبعض التجمعات من الكنيسة المشيخية الأمريكية. تقوم معظم هذه الطوائف الآن بحفلات أو مباركات زواج المثليين أو الاتحادات المثلية. علاوة على ذلك، فإن العديد من الكنائس في الكنيسة الميثودية المتحدة الأمريكية تختار عقد والاحتفال بزواج المثليين على الرغم من القيود المفروضة على ذلك من الطائفة. بالإضافة إلى ذلك، في الولايات المتحدة، يرحب اليهود المحافظون، اليهودية الإصلاحية، واليهودية التعميرية بالأتباع من مجتمع المثليين ويؤدون حفلات زواج المثليين.

## التشريع حسب البلد أو الإقليم

#### أمريكا الشمالية
| حقوق المثليين في:                                             | النشاط الجنسي المثلي                                                                            | الاعتراف القانوني بالعلاقات المثلية | زواج المثليين | التبني من قبل الأزواج المثليين | يسمح للمثليين والمثليات ومزدوجي التوجه الجنسي بالخدمة علناً في القوات المسلحة | قوانين مكافحة التمييز على أساس التوجه الجنسي | قوانين تتعلق بالهوية الجندرية/التعبير عنها |
| ------------------------------------------------------------- | ----------------------------------------------------------------------------------------------- | --- | --- | --- | --- | --- | --- |
| برمودا (إقليم ما وراء البحار البريطانية تابع للمملكة المتحدة) | قانوني منذ عام 1994; عدم تساوي السن القانوني للنشاط الجنسي + وقعت على إعلان الأمم المتحدة.      | الشراكة المنزلية منذ عام 2018 | قانوني منذ نوفمبر 2018 و بين مايو 2017 و يونيو 2018 | قانوني منذ عام 2015 | المملكة المتحدة مسؤولة عن الدفاع | تحظر جميع أشكال التمييز ضد مجتمع المثليين. | No |
| كندا                                                          | قانوني منذ عام 1969 + وقعت على إعلان الأمم المتحدة.                                             | الشراكة المنزلية في نوفا سكوشا (2001)؛ الاتحادات المدنية في كيبك (2002)؛ علاقة الكبار المتبادلة في ألبرتا (2003)؛ علاقات القانون العام في مانيتوبا (2004)                                                               | قانوني في بعض المقاطعات والأقاليم منذ عام 2003، قانوني على نطاق وطني منذ عام 2005 | قانوني في بعض المقاطعات والأقاليم منذ عام 1996، على نطاق وطني منذ عام 2011 | منذ عام 1992 | تحظر جميع أشكال التمييز ضد مجتمع المثليين. التشريح المرضي أو محاولة علاج التوجه الجنسي من قبل متخصصي الصحة العقلية غير قانوني في مانيتوبا، أونتاريو، منذ عام 2015، فانكوفر ونوفا سكوشا منذ عام 2018 | يسمح للمتحولين جنسيا بتغيير جنسهم القانوني دون الخضوع لجراحة إعادة تحديد الجنس أو أي تدخلات طبية. كما أن حمايات حقوق الإنسان تشمل الهوية الجندرية أو التعبير عنها في كل أنحاء كندا منذ عام 2017 |
| جرينلاند (بلد مستقل تحت سلطة مملكة الدنمارك)                  | قانوني منذ عام 1933 + وقعت على إعلان الأمم المتحدة.                                             | الشراكات المسجلة بين عامي 1996 و 2016 (لا يزال يعترف بالشراكات القائمة) | قانوني منذ عام 2016 | تبني أحد الشريكين للطفل البيولوجي للشريك الآخر منذ عام 2009؛ التبني المشترك منذ عام 2016 | منذ عام 1978 (الدنمارك مسؤولة عن الدفاع) | تحظر بعض أشكال التمييز ضد مجتمع المثليين. | No |
| المكسيك                                                       | قانوني منذ عام 1871 + وقعت على إعلان الأمم المتحدة.                                             | / الاتحادات المدنية في مدينة مكسيكو (2007)، زواج المثليين في كواويلا (2007)، كوليما (بين عامي 2013 و2016)، كامبيتشي (2013)، خاليسكو (بين عامي 2014 و 2018)، ميتشواكان، (2015) و تلاكسكالا (2017)                        | / قانوني في مدينة مكسيكو (2010)، كينتانا رو (2012)، كواويلا (2014)، تشيواوا (2015)، ناياريت (2015)، خاليسكو (2016)، كامبيتشي (2016)، ميتشواكان (2016)، موريلوس (2016)، تشياباس (2017)، بويبلا (2017)، باخا كاليفورنيا (2017)، نويفو ليون (2019)، أواسكالينتس،(2019)، سان لويس بوتوسي (2019)، هيدالغو (2019)، باخا كاليفورنيا سور (2019)، وواهاكا (2019). جميع الولايات ملزمة بالاعتراف بحالات زواج المثليين التي تتم في الولايات التي يكون فيها قانونيا. أعلنت المحكمة العليا أنه من غير الدستوري رفض منح تراخيص الزواج للأزواج المثليين في جميع الولايات، ولكن نظرًا لعدم إبطال قوانين الولايات، لا يزال يتعين الحصول على أوامر قضائية فردية من المحاكم | / قانوني في مدينة مكسيكو (2010)، كواويلا (2014)، شيواوا (2015)، ميتشواكان (2016)، كوليما (2016)، موريلوس (2016)، كامبيتشي (2016)، فيراكروز (2016)، باخا كاليفورنيا (2017)، كيريتارو (2017)، تشياباس (2017)، بويبلا (2017) سان لويس بوتوسي (2019) و هيدالغو (2019) | | تحظر جميع أشكال التمييز ضد مجتمع المثليين | / يسمح للأشخاص المتحولين جنسيا بتغيير إسمهم وجنسهم القانوني في مدينة مكسيكو (2008)، ميتشواكان (2017)، ناياريت (2017)، كواويلا (2018)، هيدالغو (2019)، و سان لويس بوتوسي (2019). |
| سان بيير وميكلون (تجمع خاص تابع لفرنسا)                       | قانوني منذ عام 1791 + وقعت على إعلان الأمم المتحدة.                                             | ميثاق التضامن المدني منذ عام 1999 | قانوني منذ عام 2013 | قانوني منذ عام 2013 | Yes | تحظر جميع أشكال التمييز ضد مجتمع المثليين | تحت القانون الفرنسي |
| الولايات المتحدة                                              | قانوني في بعض الولايات منذ عام 1962، على نطاق وطني منذ عام 2003 + وقعت على إعلان الأمم المتحدة. | الشراكات المدنية في كاليفورنيا (1999), the واشنطن العاصمة (2002)، مين (2004)، أوريغون (2008)، ماريلاند (2008), and نيفادا (2009)؛ الاتحادات المدنية في نيو جيرسي (2007)، إلينوي (2011)، هاواي (2012)، و كولورادو (2013) | قانوني في بعض الولايات منذ عام 2004، على نطاق وطني منذ عام 2015 | قانوني في بعض الولايات منذ عام 1993، على نطاق وطني منذ عام 2016 | تم إلغاء سياسة "لا تسأل، لا تقل" في عام 2011 ، مما يعني أنه منذ ذلك الحين، تم السماح للأفراد المثليين والمثليات ومزدوجي التوجه الجنسي بالعمل علانية في الجيش. يُمنع معظم المتحولين جنسياً من الخدمة منذ 12 أبريل 2019 (يمكن أن يخدموا فقط على أساس الجنس البيولوجي) | / الحماية من التمييز على أساس التوجيه الجنسي للعاملين في القوى العاملة المدنية الفيدرالية، إلى جانب التوظيف الحكومي في واشنطن العاصمة، ودائرة البريد الأمريكية، منذ عام 1998 (انظر الأمر التنفيذي 12968 والأمر التنفيذي 13087). تختلف القوانين حسب الولاية القضائية لكن معظم الولايات تفتقر إلى الحماية من التمييز ضد مجتمع المثليين. التشريح المرضي أو محاولة علاج التوجه الجنسي من قبل متخصصي الصحة العقلية غير قانوني في بعض الولايات وبعض الأقاليم. مشمولة في قانون الجرائم الفيدرالي منذ عام 2009. التمييز على أساس التوجه الجنسي محظور في الوظائف العامة والخاصة في 24 ولاية + واشنطن العاصمة الحماية الفيدرالية مقترحة بموجب قانون المساواة. | / التمييز على أساس الهوية الجندرية في التأمين على الرعاية الصحية محظور منذ عام 2012. تغيير الجنس مسموح به في ظل ظروف مختلفة في 47 ولاية + واشنطن العاصمة. مدرجة في قانون جرائم الكراهية الفيدرالي منذ عام 2009. التمييز في الهوية بين الجنسين محظور في الوظائف العامة والخاصة في 23 ولاية + واشنطن العاصمة |

#### أمريكا الوسطى
| حقوق المثليين في: | النشاط الجنسي المثلي                                | الاعتراف القانوني بالعلاقات المثلية                     | زواج المثليين                                    | التبني من قبل الأزواج المثليين | يسمح للمثليين والمثليات ومزدوجي التوجه الجنسي بالخدمة علناً في القوات المسلحة | قوانين مكافحة التمييز على أساس التوجه الجنسي | قوانين تتعلق بالهوية الجندرية/التعبير عنها                                                                |
| ----------------- | --------------------------------------------------- | ------------------------------------------------------- | ------------------------------------------------ | ------------------------------ | ---------------------------------------------------------------------------- | -------------------------------------------- | --- |
| بليز              | قانوني منذ عام 2016                                 | No                                                      | No                                               | No                             | No                                                                           | تحظر جميع أشكال التمييز ضد مجتمع المثليين    | [ 78 ] |
| كوستاريكا         | قانوني منذ عام 1971 + وقعت على إعلان الأمم المتحدة. | الشراكة غير المسجلة منذ عام 2013                        | / سيصبح قانونيا بحلول ماي 2020                   | سيصبح قانونيا بحلول ماي 2020   | ليس لديها جيش                                                                | تحظر جميع أشكال التمييز ضد مجتمع المثليين    | يمكن للأشخاص المتحولين جنسيا تغيير جنسهم القانوني دون جراحة أو إذن قضائي منذ عام 2018                     |
| السلفادور         | قانوني منذ عام 1822 + وقعت على إعلان الأمم المتحدة. | No                                                      | No                                               | No                             | [ 83 ] [ 84 ]                                                                | تحظر جميع أشكال التمييز ضد مجتمع المثليين    | [ 85 ] |
| غواتيمالا         | قانوني منذ عام 1871 + وقعت على إعلان الأمم المتحدة. | في الانتظار                                             | No                                               | No                             |                                                                              | تحظر بعض أشكال التمييز ضد مجتمع المثليين     | [ 86 ] |
| هندوراس           | قانوني منذ عام 1899 + وقعت على إعلان الأمم المتحدة. | حظر دستوري على الاتحادات بحكم الأمر الواقع منذ عام 2005 | حظر دستوري منذ عام 2005؛ حكم المحكمة في الانتظار | حظر دستوري منذ عام 2005        | No                                                                           | تحظر جميع أشكال التمييز ضد مجتمع المثليين    | |
| نيكاراغوا         | قانوني منذ عام 2008 + وقعت على إعلان الأمم المتحدة. | No                                                      | No                                               | No                             |                                                                              | تحظر بعض أشكال التمييز ضد مجتمع المثليين     | No |
| بنما              | قانوني منذ عام 2008 + وقعت على إعلان الأمم المتحدة. | حكم المحكمة في الانتظار                                 | حكم المحكمة في الانتظار                          | حكم المحكمة في الانتظار        | ليس لديها جيش                                                                | تحظر بعض أشكال التمييز ضد مجتمع المثليين     | يمكن للأشخاص المتحولين جنسيا تغيير جنسهم وإسمهم القانوني دون الخضوع لجراحة إعادة تحديد الجنس منذ عام 2006 |

#### الكاريبي
| حقوق المثليين في:                                                  | النشاط الجنسي المثلي | الاعتراف القانوني بالعلاقات المثلية | زواج المثليين                                        | التبني من قبل الأزواج المثليين | يسمح للمثليين والمثليات ومزدوجي التوجه الجنسي بالخدمة علناً في القوات المسلحة | قوانين مكافحة التمييز على أساس التوجه الجنسي | قوانين تتعلق بالهوية الجندرية/التعبير عنها                            |    |
| ------------------------------------------------------------------ | --- | ----------------------------------- | ---------------------------------------------------- | ------------------------------ | ---------------------------------------------------------------------------- | -------------------------------------------- | --------------------------------------------------------------------- | -- |
| أنغويلا (إقليم ما وراء البحار تابع للمملكة المتحدة)                | قانوني منذ عام 2001 + وقعت على إعلان الأمم المتحدة.                                                                             | No                                  | No                                                   | No                             | المملكة المتحدة مسؤولة عن الدفاع                                             | No                                           | No                                                                    |    |
| أنتيغوا وباربودا                                                   | غير قانوني العقوبة: 15 عاما في السجن (لا يتم تطبيقه، التقنين في الانتظار).                                                      | No                                  | No                                                   | No                             | No                                                                           | No                                           | No                                                                    |    |
| أروبا (منطقة ذات حكم ذاتي داخل مملكة هولندا)                       | قانوني (لم توجد قوانين ضد النشاط الجنسي المثلي على الإطلاق في البلديات) + وقعت على إعلان الأمم المتحدة.                         | الشركات المسجلة منذ عام 2016        | / يتم الاعتراف بزواج المثليين الذي تم عقده في هولندا | No                             | هولندا مسؤولة عن الدفاع                                                      | No                                           | No                                                                    |    |
| باهاماس                                                            | قانوني منذ عام 1991؛ عدم تساوي السن القانوني للنشاط الجنسي + وقعت على إعلان الأمم المتحدة.                                      | No                                  | No                                                   | No                             | [ 1 ]                                                                        | No                                           | No                                                                    |    |
| باربادوس                                                           | غير قانوني العقوبة: السجن المؤبد (لا يتم تطبيقه، التقنين في الانتظار).                                                          | No                                  | No                                                   | No                             | No                                                                           | No                                           | No                                                                    |    |
| بونير (بلدية خاصة في مملكة هولندا)                                 | قانوني (لم توجد قوانين ضد النشاط الجنسي المثلي على الإطلاق في البلديات) + وقعت على إعلان الأمم المتحدة.                         | [ 96 ]                              | قانوني منذ عام 2012                                  | قانوني منذ عام 2012            | هولندا مسؤولة عن الدفاع                                                      |                                              | No                                                                    |    |
| جزر العذراء البريطانية (إقليم ما وراء البحار تابع للمملكة المتحدة) | قانوني منذ عام 2001 + وقعت على إعلان الأمم المتحدة.                                                                             | No                                  | No                                                   | No                             | المملكة المتحدة مسؤولة عن الدفاع                                             | تحظر جميع أشكال التمييز ضد مجتمع المثليين    | No                                                                    |    |
| جزر كايمان (إقليم ما وراء البحار تابع للمملكة المتحدة)             | قانوني منذ عام 2001؛ عدم تساوي السن القانوني للنشاط الجنسي + وقعت على إعلان الأمم المتحدة.                                      | No                                  | No                                                   | No                             | المملكة المتحدة مسؤولة عن الدفاع                                             | No                                           | No                                                                    |    |
| كوبا                                                               | قانوني منذ عام 1979 + وقعت على إعلان الأمم المتحدة.                                                                             | No                                  | التقنين في الانتظار                                  | No                             | [ 1 ] [ 101 ]                                                                | تحظر جميع أشكال التمييز ضد مجتمع المثليين    | يسمح للأشخاص المتحولين جنسيا بتغيير جنسهم بعد جراحة إعادة تحديد الجنس |    |
| كوراساو (منطقة ذات حكم ذاتي داخل مملكة هولندا)                     | قانوني (لم توجد قوانين ضد النشاط الجنسي المثلي على الإطلاق في البلديات) + وقعت على إعلان الأمم المتحدة.                         | في الانتظار                         | / يتم الاعتراف بزواج المثليين الذي تم عقده في هولندا | No                             | المملكة المتحدة مسؤولة عن الدفاع                                             | No                                           | No                                                                    |    |
| دومينيكا                                                           | غير قانوني العقوبة: السجن لمدة 10 سنوات أو السجن في مؤسسة للأمراض النفسية، التقنين في الانتظار. + وقعت على إعلان الأمم المتحدة. | No                                  | No                                                   | No                             | No                                                                           | No                                           | No                                                                    |    |
| جمهورية الدومينيكان                                                | قانوني منذ عام 1822 + وقعت على إعلان الأمم المتحدة.                                                                             | No                                  | حظر دستوري منذ عام 2010                              | No                             | [ 107 ]                                                                      | No                                           | No                                                                    |    |
| غرينادا                                                            | غير قانوني بين الرجال العقوبة: السجن لمدة تصل إلى 10 سنوات، التقنين في الانتظار. قانوني دوما بين الإناث                         | No                                  | No                                                   | No                             | ليس لديها جيش                                                                | No                                           | No                                                                    |    |
| غوادلوب (مقاطعة ما وراء البحار تابعة لفرنسا)                       | قانوني منذ عام 1791 + وقعت على إعلان الأمم المتحدة.                                                                             | ميثاق التضامن المدني منذ عام 1999   | قانوني منذ عام 2013                                  | قانوني منذ عام 2013            | فرنسا مسؤولة عن الدفاع                                                       | تحظر جميع أشكال التمييز ضد مجتمع المثليين    | تحت القانون الفرنسي                                                   |    |
| هايتي                                                              | قانوني منذ عام 1791 (ك سان دومانغ)                                                                                              | No                                  | No                                                   | No                             | ليس لديها جيش                                                                | No                                           | No                                                                    |    |
| جامايكا                                                            | غير قانوني بين الرجال السجن لمدة 10 سنوات و/أو الأشغال الشاقة (لا يتم تطبيقه، التقنين في الانتظار). قانوني دوما بين الإناث.     | No                                  | حظر دستوري منذ عام 1962                              | No                             | No                                                                           | No                                           | No                                                                    |    |
| مارتينيك (مقاطعة ما وراء البحار تابعة لفرنسا)                      | قانوني منذ عام 1791 + وقعت على إعلان الأمم المتحدة.                                                                             | ميثاق التضامن المدني منذ عام 1999   | قانوني منذ عام 2013                                  | قانوني منذ عام 2013            | فرنسا مسؤولة عن الدفاع                                                       | تحظر جميع أشكال التمييز ضد مجتمع المثليين    | تحت القانون الفرنسي                                                   |    |
| مونتسرات (إقليم ما وراء البحار تابع للمملكة المتحدة)               | قانوني منذ عام 2001 + وقعت على إعلان الأمم المتحدة.                                                                             | No                                  | حظر دستوري منذ عام 2010                              | No                             | المملكة المتحدة مسؤولة عن الدفاع                                             | المملكة المتحدة مسؤولة عن الدفاع             | تحظر جميع أشكال التمييز ضد مجتمع المثليين                             | No |
| بورتوريكو (كومونوولث تابع للولايات المتحدة)                        | قانوني منذ عام 2003 | قانوني منذ عام 2013                 | قانوني منذ عام 2015                                  | قانوني منذ عام 2015            | الولايات المتحدة مسؤولة عن الدفاع                                            | تحظر بعض أشكال التمييز ضد مجتمع المثليين     | تغيير الجنس قانوني منذ عام 2018؛ لا يتطلب الجراحة                     |    |
| سابا (بلدية خاصة في مملكة هولندا)                                  | قانوني (لم توجد قوانين ضد النشاط الجنسي المثلي على الإطلاق في البلديات) + وقعت على إعلان الأمم المتحدة.                         | [ 111 ]                             | قانوني منذ عام 2012                                  | قانوني منذ عام 2012            | هولندا مسؤولة عن الدفاع                                                      |                                              | No                                                                    |    |
| سان بارتيلمي (تجمع خاص تابع لفرنسا)                                | قانوني منذ عام 1791 + وقعت على إعلان الأمم المتحدة.                                                                             | ميثاق التضامن المدني منذ عام 1999   | قانوني منذ عام 2013                                  | قانوني منذ عام 2013            | فرنسا مسؤولة عن الدفاع                                                       | تحظر جميع أشكال التمييز ضد مجتمع المثليين    | تحت القانون الفرنسي                                                   |    |
| سانت كيتس ونيفيس                                                   | غير قانوني للرجال العقوبة: السجن لمدة تصل إلى 10 سنوات مع أو بدون الأعمال الشاقة، التقنين في الانتظار. قانوني دوما بين الإناث   | No                                  | No                                                   | No                             | No                                                                           | No                                           | No                                                                    |    |
| سانت لوسيا                                                         | غير قانوني بين الرجال العقوبة: السجن لمدة تصل إلى 10 سنوات وغرامة، التقنين في الانتظار. قانوني دوما للإناث                      | No                                  | No                                                   | No                             | ليس لديها جيش                                                                | No                                           | No                                                                    |    |
| تجمع سان مارتين (تجمع خاص تابع لفرنسا)                             | قانوني منذ عام 1791 + وقعت على إعلان الأمم المتحدة.                                                                             | ميثاق التضامن المدني منذ عام 1999   | قانوني منذ عام 2013                                  | قانوني منذ عام 2013            | فرنسا مسؤولة عن الدفاع                                                       | تحظر جميع أشكال التمييز ضد مجتمع             | تحت القانون الفرنسي                                                   |    |
| سانت فينسنت والغرينادين                                            | غير قانوني العقوبة: السجن لمدة تصل إلى 10 سنوات، التقنين في الانتظار.                                                           | No                                  | No                                                   | No                             | ليس لديها جيش                                                                | No                                           | No                                                                    |    |
| سينت أوستاتيوس (بلدية خاصة في مملكة هولندا)                        | قانوني (لم توجد قوانين ضد النشاط الجنسي المثلي على الإطلاق في البلديات) + وقعت على إعلان الأمم المتحدة.                         | [ 113 ]                             | قانوني منذ عام 2012                                  | قانوني منذ عام 2012            | هولندا مسؤولة عن الدفاع                                                      |                                              | No                                                                    |    |
| سينت مارتن (منطقة ذات حكم ذاتي داخل مملكة هولندا)                  | قانوني (لم توجد قوانين ضد النشاط الجنسي المثلي على الإطلاق في البلديات) + وقعت على إعلان الأمم المتحدة.                         | No                                  | / يتم الاعتراف بزواج المثليين الذي تم عقده في هولندا | No                             | هولندا مسؤولة عن الدفاع                                                      | No                                           | No                                                                    |    |
| ترينيداد وتوباغو                                                   | قانوني منذ عام 2018 | No                                  | No                                                   | No                             | No                                                                           | No                                           | No                                                                    |    |
| جزر توركس وكايكوس (إقليم ما وراء البحار تابع للمملكة المتحدة)      | قانوني منذ عام 2001 + وقعت على إعلان الأمم المتحدة.                                                                             | No                                  | حظر دستوري منذ عام 2011                              | No                             | المملكة المتحدة مسؤولة عن الدفاع                                             | تحظر جميع أشكال التمييز ضد مجتمع             | No                                                                    |    |
| جزر العذراء الأمريكية (تبعية تحت سلطة الولايات المتحدة)            | قانوني منذ عام 1985 | قانوني منذ عام 2015                 | قانوني منذ عام 2015                                  | قانوني منذ عام 2015            | الولايات المتحدة مسؤولة عن الدفاع                                            | No                                           | No                                                                    |    |

#### أمريكا الجنوبية
| حقوق المثليين في:                                                                 | النشاط الجنسي المثلي                                                                                          | الاعتراف القانوني بالعلاقات المثلية | زواج المثليين                                                   | التبني من قبل الأزواج المثليين                                                           | يسمح للمثليين والمثليات ومزدوجي التوجه الجنسي بالخدمة علناً في القوات المسلحة | قوانين مكافحة التمييز على أساس التوجه الجنسي | قوانين تتعلق بالهوية الجندرية/التعبير عنها |
| --------------------------------------------------------------------------------- | --- | --- | --------------------------------------------------------------- | ---------------------------------------------------------------------------------------- | ---------------------------------------------------------------------------- | --- | --- |
| الأرجنتين                                                                         | قانوني منذ عام 1853 + وقعت على إعلان الأمم المتحدة.                                                           | الاتحادات المدنية في بوينس آيرس (2003)، محافظة ريو نيغرو (2003)، مدينة فيلا كارلوس باز (2007) و مدينة ريو كوارتو (2009) اتحادات المساكنة على نطاق وطني منذ عام 2015 | قانوني منذ عام 2010                                             | قانوني منذ عام 2010                                                                      | منذ عام 2009                                                                 | / حماية قانوني في بعض المدن في الانتظار على المستوى الوطني. التشريح المرضي أو محاولة علاج التوجه الجنسي من قبل متخصصي الصحة العقلية غير قانوني منذ عام 2010 | يسمح للأشخاص المتحولين جنسيا بتغيير جنسهم وإسمهم القانوني دون جراحة أو أمر قضائي منذ عام 2012                                                     |
| بوليفيا                                                                           | قانوني منذ عام 1832 + وقعت على إعلان الأمم المتحدة.                                                           | حظر دستوري على "الاتحادات الحرة" منذ عام 2009 اتفاقية الحياة الأسرية في الانتظار                                                                                    | حظر دستوري منذ عام 2009                                         | يسمح للأفراد من مجتمع المثليين بالتبني، لكن لايسمح للشركاء المثليين                      | منذ عام 2015                                                                 | تحظر جميع أشكال التمييز ضد مجتمع المثليين | يسمح للأشخاص المتحولين جنسيا بتغيير جنسهم وإسمهم القانوني دون جراحة أو أمر قضائي منذ عام 2016                                                     |
| البرازيل                                                                          | قانوني منذ عام 1831 + وقعت على إعلان الأمم المتحدة.                                                           | "الاتحادات المستقرة" قانونية في بعض الولايات منذ عام 2004؛ جميع الحقوق ككيانات عائلية معترف بها متاحة على الصعيد الوطني منذ عام 2011                                | قانوني في بعض الولايات منذ عام 2012، على نطاق وطني منذ عام 2013 | قانوني منذ عام 2010                                                                      | [ 140 ]                                                                      | تحظر جميع أشكال التمييز ضد مجتمع المثليين التشريح المرضي أو محاولة علاج التوجه الجنسي من قبل متخصصي الصحة العقلية غير قانوني منذ عام 1999                   | يمكن للمتحولين جنسيا تغيير جنسهم وإسمهم القانوني من قبل كاتب عدل دون الحاجة إلى الجراحة أو أمر قضائي منذ عام 2018                                 |
| تشيلي                                                                             | قانوني منذ عام1999؛ عدم تساوي السن القانوني للنشاط الجنسي + وقعت على إعلان الأمم المتحدة.                     | الاتحادات المدنية منذ عام 2015 | في الانتظار                                                     | في الانتظار                                                                              | منذ عام 2012                                                                 | تحظر جميع أشكال التمييز ضد مجتمع المثليين | يمكن للأشخاص المتحولين جنسيا تغيير جنسهم واسمهم القانوني منذ عام 1974. دون الحاجة إلى جراحة أو أمر قضائي منذ عام 2019.                            |
| كولومبيا                                                                          | قانوني منذ عام 1981 + وقعت على إعلان الأمم المتحدة.                                                           | اتحادات بحكم الأمر الواقع منذ عام 2007 | قانوني منذ عام 2016                                             | تبني أحد الشريكين للطفل البيولوجي للشريك الآخر منذ عام 2014; التبني المشترك منذ عام 2015 | منذ عام 1999                                                                 | تحظر جميع أشكال التمييز ضد مجتمع المثليين | منذ عام 2015, يمكن للأشخاص المتحولين جنسياً تغيير جنسهم و اسمهم القانوني لإظهار إرادتهم الرسمية أمام كاتب عدل، لا يلزم جراحة أو أمر قضائي          |
| الإكوادور                                                                         | قانوني منذ عام 1997 + وقعت على إعلان الأمم المتحدة.                                                           | الاتحادات بحكم الأمر الواقع منذ عام 2009 | قانوني منذ عام 2019                                             | يسمح للأفراد من مجتمع المثليين بالتبني، لكن لايسمح للشركاء المثليين                      | [ 163 ]                                                                      | تحظر جميع أشكال التمييز ضد مجتمع المثليين. التشريح المرضي أو محاولة علاج التوجه الجنسي من قبل متخصصي الصحة العقلية غير قانوني منذ عام 2014                  | منذ عام 2016, يسمح للأشخاص المتحولين جنسيا تغيير جنسهم وإسمهم القانوني في الوثائق الرسمية، بدون الحاجة إلى جراحة أو أمر قضائي                     |
| جزر فوكلاند (إقليم ما وراء البحار تابع للمملكة المتحدة)                           | قانوني منذ عام 1989 + وقعت على إعلان الأمم المتحدة.                                                           | الشراكات المدنية منذ عام 2017 | قانوني منذ عام 2017                                             | قانوني منذ عام 2017                                                                      | المملكة المتحدة مسؤولة عن الظفاع                                             | تحظر جميع أشكال التمييز ضد مجتمع المثليين | No |
| غيانا الفرنسية (إقليم تابع لفرنسا)                                                | قانوني منذ عام 1791 + وقعت على إعلان الأمم المتحدة.                                                           | ميثاق التضامن المظني منذ عام 1999 | قانوني منذ عام 2013                                             | قانوني منذ عام 2013                                                                      | فرنسا مسؤولة عن الدفاع                                                       | تحظر جميع أشكال التمييز ضد مجتمع المثليين | تحت القانون الفرنسي |
| غيانا                                                                             | غير قانوني العقوبة: سجن مدى الحياة (لا يتم تطبيقه).                                                           | No | No                                                              | [ 170 ]                                                                                  | [ 171 ]                                                                      | No | No |
| باراغواي                                                                          | قانوني منذ عام 1880; عدم تساوي السن القانوني للنشاط الجنسي + وقعت على إعلان الأمم المتحدة.                    | حظر دستوري منذ عام 1992 | حظر دستوري منذ عام 1992                                         | No                                                                                       | [ 174 ]                                                                      | No | No |
| بيرو                                                                              | قانوني منذ عام 1924 + وقعت على إعلان الأمم المتحدة.                                                           | مقترح | مقترح                                                           | No                                                                                       | منذ عام 2009                                                                 | تحظر جميع أشكال التمييز ضد مجتمع المثليين | يسمح للأشخاص المتحولين جنسيا تغيير جنسهم وإسمهم القانوني دون الحاجة إلى تدخلات طبية منذ عام 2016. لا يزال الأمر القضائي مطلوبا.                   |
| جورجيا الجنوبية وجزر ساندويتش الجنوبية(إقليم ما وراء البحار تابع للمملكة المتحدة) | قانوني منذ عام 2001 + وقعت على إعلان الأمم المتحدة                                                            | قانوني منذ عام 2014 | قانوني منذ عام 2014                                             |                                                                                          | المملكة المتحدة مسؤولة عن الدفاع                                             | | No |
| سورينام                                                                           | قانوني منذ عام 1869 (ك غيانا الهولندية)؛ عدم تساوي السن القانوني للنشاط الجنسي + وقعت على إعلان الأمم المتحدة | No | No                                                              | No                                                                                       |                                                                              | تحظر جميع أشكال التمييز ضد مجتمع المثليين | قرار المحكمة في الانتظار |
| الأوروغواي                                                                        | قانوني منذ 1934 + وقعت على إعلان الأمم المتحدة.                                                               | اتحاد التعايش قانوني منذ عام 2008 | منذ عام 2013                                                    | قانوني منذ عام 2009                                                                      | منذ عام 2009                                                                 | تحظر جميع أشكال التمييز ضد مجتمع المثليين. التشريح المرضي أو محاولة علاج التوجه الجنسي من قبل متخصصي الصحة العقلية غير قانوني منذ عام 2017                  | يسمح للأشخاص المتحولين جنسيا تغيير جنسهم وإسمهم القانوني دون الحاجة إلى تدخلات طبية وأمر قضائي منذ عام 2018. من خلال الإعلان الذاتي منذ عام 2018. |
| فنزويلا                                                                           | قانوني منذ عام 1997 + وقعت على إعلان الأمم المتحدة.                                                           | حظر دستوري على اتحادات الأمر الواقع منذ عام 1999، مقترح | حظر دستوري منذ عام 1999، مقترح                                  | No                                                                                       | No                                                                           | تحظر بعض أشكال التمييز ضد مجتمع المثليين | No |